# Josip Brekalo
Josip Brekalo, född 23 juni 1998 i Zagreb, är en kroatisk fotbollsspelare som spelar för Fiorentina. Han representerar även det kroatiska landslaget.

## Karriär
Den 31 augusti 2021 lånades Brekalo ut av VfL Wolfsburg till Torino på ett säsongslån. Den 28 januari 2023 värvades han av Fiorentina.